# Старое Гридино
Старое Гридино — деревня в Марёвском муниципальном районе Новгородской области, входит в состав Марёвского сельского поселения.
Деревня расположена на Валдайской возвышенности, в 5,1 км восточнее административного центра Марёвского сельского поселения — села Марёво, к югу от автодороги Демянск — Марёво — Холм.

## История
В Демянском уезде Новгородской губернии в 1909 году деревня Старое Гридно, что была на земле Лукошкинского сельского общества, находилась на территории Моисеевской волости, число жителей тогда было — 32, дворов — 7. Затем, с августа 1927 года, деревня Старое Гридино в составе Лукошкинского сельсовета новообразованного Молвотицкого района новообразованного Новгородского округа в составе переименованной из Северо-Западной в Ленинградскую области. В ноябре 1928 года Лукошкинский сельсовет был упразднён, а Старое Гридино вошло в состав Липьевского сельсовета. По постановлению ЦИК и СНК СССР от 23 июля 1930 года Новгородский округ был упразднён, а район перешёл в прямое подчинение Леноблисполкому. Германская оккупация — в первой половине Великой Отечественной войны. Указом Президиума Верховного Совета СССР от 5 июля 1944 года была образована Новгородская область и Молвотицкий район вошёл в её состав.
Во время неудавшейся всесоюзной реформы по делению на сельские и промышленные районы и парторганизации, в соответствии с решениями ноябрьского (1962 года) пленума ЦК КПСС «о перестройке партийного руководства народным хозяйством» с 10 декабря 1962 года был образован крупный Демянский сельский район, а административный Молвотицкий район 1 февраля 1963 года был упразднён. Липьевский сельсовет тогда вошёл в состав Демянского сельского района. Пленум ЦК КПСС, состоявшийся 16 ноября 1964 года восстановил прежний принцип партийного руководства народным хозяйством, после чего Указом Верховного Совета РСФСР от 12 января 1965 года сельские районы были преобразованы вновь в административные районы и решением Новгородского облисполкома № 6 от 14 января 1965 года Липьевский сельсовет и деревня в Демянском районе. В соответствие решению Новгородского облисполкома № 706 от 31 декабря 1966 года Липьевский сельсовет и деревня из Демянского района были переданы во вновь созданный Марёвский район.
После прекращения деятельности Липьевского сельского Совета в начале 1990-х стала действовать Администрация Липьевского сельсовета, которая была упразднена в начале 2006 года и деревня Старое Гридино, по результатам муниципальной реформы входила в состав муниципального образования — Липьевское сельское поселение Марёвского муниципального района (местное самоуправление), по административно-территориальному устройству была подчинена администрации Липьевского сельского поселения Марёвского района. С 12 апреля 2010 года после упразднения Липьевского сельского поселения Старое Гридино в составе Марёвского сельского поселения.

## Население
| 2010 |
| ---- |
| 7    |

### Национальный состав
По переписи населения 2002 года, в деревне Старое Гридино проживали 13 человек (92 % русские)

## Инфраструктура
В деревне одна улица — Набережная.